# Spyrídon Belókas
Spyrídon Belókas (en grec : Σπυρίδων Μπελόκας), né en 1877 à Athènes (Grèce), était un athlète grec qui a disputé le premier marathon olympique lors des Jeux olympiques d'été de 1896 à Athènes.
Belókas est un des 17 athlètes à s'élancer sur le marathon le 10 avril 1896, il termine à la troisième place, derrière Spyrídon Loúis et Kharílaos Vasilákos. Il est disqualifié pour ne pas avoir couvert toute la distance, ayant effectué une partie de l'épreuve à l'arrière d'une charrette. Gyula Kellner récupère alors la troisième place.

## Palmarès

### Jeux olympiques d'été
- Jeux olympiques d'été de 1896 à Athènes
  - Disqualifié sur le marathon.